# 粗野马先蒿
粗野马先蒿（学名：Pedicularis rudis）是列当科马先蒿属的植物，为中国的特有植物。分布在中国大陆的甘肃、内蒙古、四川、青海等地，生长于海拔2,350米至3,350米的地区，多生于荒草坡以及灌丛中，目前尚未由人工引种栽培。